# Ivan Silajev
Ivan Stepanovitsj Silajev (Russisch: Иван Степанович Силаев) (Bachtyzino, Oblast Nizjni Novgorod, 21 oktober 1930 – Nizjni Novgorod, 8 februari 2023) was een Russisch politicus. Hij speelde een belangrijke rol in de nadagen van de Sovjet-Unie. Hij was op dat moment premier van  Russische Socialistische Federatieve Sovjetrepubliek (RSFSR). Daarnaast was hij de laatste premier van de Sovjet-Unie.

## Levensloop
Silajev studeerde in 1954 af aan het Kazan Luchtvaartinstituut als mechanisch ingenieur. Hij vond werk bij een vliegtuigfabriek in Gorki, waar hij opklom tot directeur. In 1959 werd Silajev lid van de Communistische Partij. Hij verliet de fabriek in 1974 om onderminister voor Luchtvaart te worden. In 1981 werd Silajev minister voor Luchtvaart in het kabinet van Nikolaj Tichonov. In datzelfde jaar trad hij toe tot het Centraal Comité van de Communistische Partij. Onder Michail Gorbatsjov was Silajev vicevoorzitter van de ministerraad. In 1986 leidde hij de commissie die onderzoek deed naar de kernramp van Tsjernobyl.
Boris Jeltsin werd in mei 1990 gekozen als president van de Russische Socialistische Federatieve Sovjetrepubliek. In zijn voetspoor werd Silajev gekozen als premier. Het desintegratieproces van de Sovjet-Unie was op dat moment al volop gaande. Na de Russische presidentsverkiezingen van 1991 werd Silajev herkozen als premier. Tijdens de Augustusstaatsgreep in Moskou een maand slaagden de coupplegers er niet in Siajev en andere vooraanstaande Russische overheidsfunctionarissen te arresteren. Silajev week met een aantal anderen uit naar het zomerhuis van Gorbatsjov. Op 24 augustus kwam de ministerraad van de RSFSR met een decreet waarbij de zeggenschap over het ministerie van Economie en ministerie van Communicatie moest worden overgedragen aan de RSFSR. Ook nam zij zeggenschap over de Communistische Partij en de archieven van de KGB.
Gorbatsjov vroeg Silajev na de mislukte staatsgreep leiding te geven aan een viermanscomité dat een nieuw kabinet moest samenstellen. Dit kabinet kreeg kort na de oprichting dezelfde bevoegdheden als de ministerraad toegekend, waarmee Silajev de facto de laatste premier van de Sovjet-Unie was. Silajev wilde aanvankelijk veel van de bevoegdheden van het centraal gezag overdragen aan de Sovjet-republieken maar veranderde van mening. Hij wilde dat Jeltsin inbond en een deel van zijn bevoegdheden weer overdroeg aan de federale overheid. Silajevs positie als premier van de RSFSR, want die functie bekleedde hij ook nog, raakte daardoor verzwakt. Hij werd eind september 1991 vervangen door zijn vicepremier Oleg Lobov. De Sovjet-Unie zelf werd op 25 december 1991 ontbonden en daarmee kwam er een einde aan Silajevs premierschap.
Silajev werd in december 1991 benoemd als de Permanente Vertegenwoordiger van Rusland bij de Europese Gemeenschap in Brussel. Die functie vervulde hij tot februari 1994. Daarna was hij voorzitter van verschillende Russische industriële brancheorganisaties. Zijn vrouw overleed in maart 2006. Bij de parlementsverkiezingen van 2007 deed Silajev tevergeefs een gooi naar een zetel in de Doema.